# Loi renforçant la protection de la présomption d'innocence et les droits des victimes
Lire en ligne

Lire sur Légifrance

La loi sur la présomption d'innocence, aussi appelée Loi Guigou, est une loi française promulguée le 15 juin 2000 qui modifie le Code de procédure pénale. Cette loi a pour but de mieux protéger les droits des personnes mises en examen, notamment en réformant la détention provisoire et en créant le juge des libertés et de la détention (JLD).
Elle est principalement l'œuvre de la ministre de la Justice Élisabeth Guigou (PS) du gouvernement Lionel Jospin.

## Dispositions principales
Les mesures phares de cette loi sont :
- l’instauration de l’appel des verdicts des cours d’assises ;
- la réforme de la libération conditionnelle et de l’application des peines ;
- le renforcement du droit des victimes à tous les stades de la procédure pénale ;
- la création d'une nouvelle fonction : le juge des libertés et de la détention, chargé de statuer sur le placement en détention provisoire d'une personne mise en examen (rôle auparavant dévolu au juge d'instruction) ;
- l'institution de la Commission nationale de réparation de la détention provisoire (art. 70-71) et de la possibilité d'exiger une indemnisation à celle-ci en cas de détention provisoire suivie d'une relaxe, d'un acquittement ou d'un non-lieu, dans un délai de six mois ;
- l'institution de la Commission de suivi de la détention provisoire (art. 72) ;
- la possibilité pour le sujet d'une hospitalisation sans consentement à contester celle-ci devant le juge des libertés et de la détention (JLD);
- le renforcement de la présomption d'innocence des personnes mises en cause par la Justice ;
- la possibilité pour le mis en examen de demander une indemnité au titre des frais non payés par l'État mais exposés par lui [Quoi ?] ;
- le réexamen d'une décision pénale consécutif au prononcé d'un arrêt de la Cour européenne des droits de l'homme ;
- l'audition préalable de la personne mise en examen.

Entre autres mesures symboliques renforçant la présomption d'innocence, le changement de nom de la chambre de l'accusation pour la chambre de l'instruction.